# 稲葉一郎
稲葉 一郎（いなば いちろう、1936年5月3日 - 2017年9月23日）は、日本の歴史学者である。関西学院大学名誉教授。文学博士。専門は東洋史学思想史。

## 経歴
1936年、大阪市生まれ。京都大学文学部卒、1966年同大学院文学研究科博士課程単位取得退学。学部・大学院では宮崎市定に師事した。
1967年より立命館大学文学部助手。その後、同助教授・教授。1980年に関西学院大学文学部教授となる。1989年、「中国史学史研究」を京都大学に提出して文学博士号を取得。2005年に関西学院大学を退職して名誉教授。

## 著書
- 『中国の歴史思想』創文社、1999年
- 『中国史学史の研究』京都大学学術出版会、2006年

## 論文
- <稲葉一郎